# 纺锤拟捻螺
纺锤拟捻螺（学名：Acteocina fusiformis）为拟捻螺科拟捻螺属的动物。分布于苏伊士、日本、托里斯海峡、澳大利亚以及中国大陆的近海等地，属于暖水性种类。其一般生活于潮下带浅水区-水深数十米泥砂质底。